# Copsi
Copsi, noto anche come Copsig (in lingua inglese antica: Cōpsige) (Northumbria, ... – 1067), è stato un nobile anglosassone.
Sostenitore di Tostig del Wessex, venne esiliato con quest'ultimo nel 1065. Copsi ben presto si portò nelle Orcadi (allora parti della Norvegia). L'anno successivo (1066), si unì nuovamente a Tostig a Sandwich, nel Kent, con 17 navi. Copsi sopravvisse alla sconfitta di Tostig nella Stamford Bridge, e quando Guglielmo il Conquistatore prevalse ad Hastings si portò, nel marzo del 1067, a rendergli omaggio a Barking (dove Guglielmo si trovava in attesa della costruzione della sua torre a Londra). In cambio, Guglielmo creò Copsi conte di Northumbria e lo inviò nuovamente a York.
Il governo di Copsi durò appena cinque settimane, dopo le quali venne assassinato da Osulfo, figlio di Eadulfo III dell'antica famiglia di Bernicia che storicamente aveva governato l'area di Bamburgh, a Newburn-upon-Tyne. Osulfo, ad ogni modo, a sua volta governò come conte sino all'autunno di quell'anno quando venne ucciso da un fuorilegge a cui stava dando la caccia.